# James Patrick Brady
Pour les articles homonymes, voir Brady.
Cet article possède un paronyme, voir James Brady (homonymie).
Gunner James Patrick Brady, mieux connu sous le nom de Jim Brady (né le 11 mars 1908 à Lac St-Vincent, en Alberta; disparu le 7 juin 1967, présumé mort, dans la région de Foster Lakeset), est un dirigeant politique et militant métis canadien de la Saskatchewan et de l'Alberta, petit-fils d’un soldat de Louis Riel. Avec Malcolm Frederick Norris, il est généralement considéré comme l'un des deux chefs métis les plus influents de son époque. Socialiste et marxiste, Brady est un Métis nationaliste, de même qu’un membre du Parti communiste du Canada. Il est un ardent défenseur et porte-parole des Métis des petites terres de la Couronne de l’Alberta, qui deviendront un élément déterminant dans la formalisation des établissements métis contemporains en Alberta. Avec d’autres dirigeants métis tels que Felix Callihoo, Joe Dion, Peter Tomkins et Malcolm Frederick Norris, Brady est un des membres de la direction historique « Les cinq célèbres » qui joue un rôle essentiel dans l'établissement des communautés métisses durant les années 1930.

## Biographie
Brady nait le 11 mars 1908 à Lac St-Vincent, en Alberta. Son père, Jim Brady Sr., est maitre de poste et un riche commerçant d'origine irlandaise. Sa mère, Philomena Archange Garneau, sera la première infirmière métisse agréée en Alberta. C'est son grand-père maternel, Laurent Garneau, un pionnier métis de Strathcona, en Alberta, avec l'aide d'autres proches qui s'occuperont de l'élever après le décès de sa mère. Toute sa vie, Jim Brady étudie avec passion l’histoire, la politique et la philosophie marxiste. Selon ses proches, Jim Brady parle couramment le cri, le michif, l’anglais et le français. Il parle également un peu d’allemand et d’espagnol et connaît le latin. Il devient membre du Parti communiste du Canada vers la fin des années 1920. En juin 1943, Brady est accepté dans l’armée canadienne et se joint à l’effort de guerre en Europe lors de la Seconde Guerre mondiale. Il aidera également à fonder de nombreuses organisations politiques métisses dans l'Ouest canadien, notamment l'Association des Métis de l’Alberta, l'Association Métis de la Saskatchewan et l'Association des Métis de La Ronge. De pair avec Norris, ils  sont la force motrice derrière la formation des établissements métis de l’Alberta. 

## Disparition
La disparition de Jim Brady demeure entourée de mystères et de controverses. Il disparait dans le nord de la Saskatchewan lors d’un voyage de prospection avec un ami cri du nom d'Absolum « Abbie » Halkett, conseiller de la bande de Lac La Ronge en juin 1967. Leurs dépouilles ne seront jamais retrouvées, alimentant ainsi les spéculations selon lesquelles ils auraient vraisemblablement été tués ou assassinés pour leurs activités et visions politiques radicales,. Depuis le 10 juillet 2011, un monument en pierre se dresse à La Ronge, en hommage aux contributions de Jim Brady à la communauté métisse et au patrimoine de la Saskatchewan.